# 이기풍

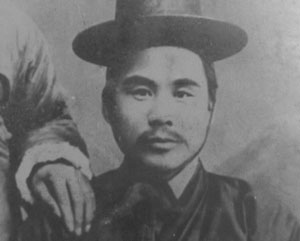
이기풍의 모습

이기풍(李基豊, 1865년 12월 23일 ~ 1942년 6월 20일)은 장로교회 목사이자 순교자이다. 1907년 조선예수교평양신학교 제1회 졸업생 7인 중의 한 사람이다. 한국인 최초의 목사가 되어 제주 선교사로 파송되었다.

## 생애
이기풍은 평안도 평양에서 출생하여 지난날 한때 평안도 대동에서 잠시 유아기를 보낸 적이 있다. 종일 전쟁후 전도인 전군보의 전도로 결신을 하고 1894년 윌리엄 스월런(William L. Swallen, 한국 이름 소안련(蘇安論), 1859~1954) 선교사에게 세례를 받았다. 그 이전에는 새뮤얼 마펫 선교사의 전도를 방해하였다. 마펫 선교사가 전도를 하던 중 이기풍이 던진 돌에 아래턱을 맞았는데, 선교사는 바로 무릎을 꿇고 기도했다고 한다. 청일전쟁 발발 후 이기풍은 원산에 피난하였는데, 그 곳에서 윌리엄 스월런 선교사를 만난 뒤 평양에서 마펫 선교사에게 사죄 후 그 조사가 되어 신학교에 입학하였다고 전해진다.
이후 이기풍은 제주도로 간다. 자신의 입장과 비슷했던 사도 바울로의 회심(回心) 사건에 관심이 컸기에 남다른 선교열이 있어 제주 전도에 적임자라는 판단이 내려졌기 때문이었다. 1919년 광주북문내교회 초대목사가 된 이후에도 제주선교에는 늘 관심을 기울였다. 1920년 전라도 장로회총회 부회장을 역임하였다. 1938년 일제의 신사참배(神社參拜)에 완강히 거부하며 호남지방 교회지도자들과 연대, 반대투쟁을 하다가 체포되어, 심한 고문을 받고 그 후유증으로 죽었다.
1998년 이기풍의 신앙심과 애국정신을 전승하고자 제주시 조천읍 와흘리 산 14-3번지에 이기풍 선교기념관을 세웠다.

## 같이 보기
- 조선예수교장로회신학교
- 한국의 목회자 목록
- 길선주